# Рекс Тилерсон
Рекс Вејн Тилерсон (енгл. Rex Wayne Tillerson; 23. март 1952) амерички је бизнисмен, инжењер, бивши извршни директор (CEO) америчке нафтне компаније Ексон мобил који је био Државни секретар САД у администрацији Доналда Трампа. Тилерсон је познат по пријатељским везама са руским председником, Владимиром Путином и добитник је највишег руског одликовања које се додељује страним држављанима.
Члан је Републиканске партије.
Тилерсон се налази на 24. месту на Форбсовој листи најмоћнијих људи света. Такође се налази на листи најбоље плаћених директора на свету, са годишњом платом од 24,3 милиона долара у 2016.
Тилерсоново богатство процењено је на 245 милиона долара.

## Младост и образовање
Тилерсон је рођен 23. марта 1953. у Вичита Фолсу, у Америчкој држави Тексас. Дугогодишњи је члан Америчких извиђача. Своју каријеру отпочео је као инжињер. Дипломирао је грађевинарство на Универзитету у Тексасу у Остину 1975. године. Запослио се у Ексон мобилу исте године, а 1989. постао је главни менаџер производног огранка Ексон мобила у САД.

## Пословна каријера

### Ексон
Тилерсон је именован за директора Exxon Yemen Inc. и Esso Exploration and Production Khorat Inc. 1995. године. Три године касније, 1998. постао је потпредседник Exxon Ventures (CIS) и председник Ексон Нафтагас-а, руског огранка компаније Ексон задуженог за управљање имовином компаније у Русији и Каспијском мору.
Након спајања Ексона и Мобила, 1999. именован је за извршног потпредседника ExxonMobil Development компаније, а 2004. постаје председник и директор Ексон мобила.
Председник и извршни директор - CEO (енг. Chief Executive Officer) Ексон мобила постаје 1. јануара 2006. године.
Тилерсон је остао на обема функцијама и након 2008. године, упркос предлогу резолуције породице Рокфелер којом је предложено да се раздвоје функције председника и извршног директора компаније. Породица Рокфелер настојала је да Ексон повећа своја улагања у алтернативне изворе енергије.
Ексон је 2009. преузео XTO Energy, Америчку компанију која се бави производњом нафте и гаса.

### Сарадња са Русијом
Тилерсон има блиске контакте са руским председником, Владимиром Путином. Тилерсон је представљао Ексон мобил у Русији током мандата Бориса Јељцина као премијера. Џон Хејмр, председник америчке организације Центар за Стратешке и Међународне Студије (енгл. Center for Strategic and International Studies), навео је да је "Тилерсон провео више времена са Владимиром Путином него иједан други Американац, осим Хенрија Кисинџера.
Тилерсон је пријатељ Игора Сечина, извршног директора компаније Росњефт и Путиновог блиског сарадника. Са Тилерсоном на челу, Ексон је 2011. потписао споразум са Русијом, којим је Ексону и Росњефту омогућено истраживање на Арктику.
Ексон је почео са бушењем у Карском мору на лето 2014, али споразум је угрожен након увођења западних санкција Русији у септембру исте године, након избијања Украјинске кризе.
Упркос томе, Ексону је омогућено да настави истраживања до октобра, а као резултат, откривено је велико нафтно поље од око 750 милиона барела нафте.
Тилерсону је 2013. додељено највише руско одликовање доступно странцима, Орден пријатељства (рус. О́рден Дру́жбы) због његових заслуга у развијању сарадње у енергетском сектору.
У децембру 2015. откривени су документи који показују да је Тилерсон био директор заједничке Руско-америчке нафтне компаније која је регистрована на Бахамима. Након што је постао директор Ексона 2006. Тилерсон је напустио своју функцију у овој компанији.

### Везе са Курдистаном
У име Ексон мобила, Тилерсон је 2011. потписао споразум о развитку нафтних бушотина у Јужном Курдистану, аутономној области у склопу Ирака.

### Остале пословне везе
Тилерсон је члан одбора Центра за стратешке и међународне студије, америчког истраживачког института који се бави међународним односима. Такође је члан америчког нафтног института (енгл. American Petroleum Institute).
Дугогодишњи је волонтер америчког удружења извиђача, а од 2010. до 2012. био је председник овог удружења.

## Политички ангажман

### Ставови према санкцијама
Тилерсон се противи политици увођења санкција против других земаља. 
Не подржавамо санкције, зато што их не сматрамо делотворним, осим ако су веома добро и обимно примењене, а то је врло тешко постићи.

### Климатске промене
Тилерсон је 2010. изјавио да иако признаје да људи утичу на промену климе путем емисије штетних гасова у атмосферу, није јасно до које мере ни како приступити томе.
Тилерсон је рекао да ће "Свет морати да настави да користи фосилна горива, свиђало се то некоме или не."

### Државни секретар САД
Новоизабрани амерички председник, Доналд Трамп, 13. децембра 2016. објавио је на Твитеру своју одлуку да номинује Тилерсона за новог Државног секретара САД.
У образложењу Трамповог транзиционог тима наведено је: "Његова истрајност, широко искуство и дубоко разумевање геополитике чине га одличним избором за државног секретара.". Као и да ће његов избор "Помоћи да се обрну године погрешно вођене спољне политике и дела која су ослабила безбедност Америке и њен положај у свету".
Уочи Тилерсоновог именовања за будућег Државног секретара, портпарол Кремља, Дмитриј Песков навео је да је Тилерсон "велики професионалац" кога лично познаје председник Русије Владимир Путин.
"Тилерсон се више пута састао са Путином", рекао је Песков и додао да се Кремљ нада да ће нови државни секретар показати професионалност и конструктиван став.
Многи западни медији протумачили су Тилерсонов избор као јасан знак Трампове будуће политике према Русији.
Амерички сенат потврдио је Тилерсонов избор за државног секретара 1. фебруара 2017, чиме је он и званично ступио на дужност.